# Bythinoplectini
Bythinoplectini (лат.) — триба мелких коротконадкрылых жуков-ощупников из подсемейства Pselaphinae (Staphylinidae).

## Распространение
Встречаются повсеместно, главным образом, в тропиках.

## Описание
Мелкие коротконадкрылые жуки—ощупники (длина менее 5 мм). Для представителей этой трибы характерны большие боковые субантеннальные углубления для максиллярных щупиков в состоянии покоя, и выступающий узкий лобный рострум. Максиллярные щупики необычной формы и асимметричны, третий и четвертый сегменты часто поперечные или шаровидные. Надкрылья укороченные, лапки двухчлениковые (формула лапок 2-2-2), вторые членики сильно редуцированы и видны только в виде небольших кусочков на спинке первых члеников, базальные членики намного короче апикальных члеников. Брюшко с отчётливыми паратергитами, прилежащими к IV тергиту. Эдеагус асимметричный, без парамер, часто с двумя небольшими удлиненными склеритами в основании.

## Систематика
Около 70 родов. Триба Bythinoplectini была впервые выделена в 1890 году немецким энтомологом Людвигом Вильгельмом Шауфусом (1833—1890). Включена в надтрибу Euplectitae. Ранее, в 1995 году три трибы с двухчлениковыми лапками (Bythinoplectini, Dimerini, Mayetiini) были выделены из Faronitae в отдельную надтрибу Bythinoplectitae, но затем в 2001 году включены в Euplectitae. В состав Bythinoplectini включена триба Pyxidicerini в ранге подтрибы Pyxidicerina.
- триба Bythinoplectini L.W.Schaufuss, 1890
  - подтриба Bythinoplectina L.W.Schaufuss, 1890
    - Acrodimerus Jeannel, 1954
    - Anomozethodes Coulon, 1989
    - Anomozethus Jeannel, 1951
    - Anozethopsis Jeannel, 1956
    - Apozethopsus Jeannel, 1954
    - Archaeozethus Leleup, 1973
    - Aulacozethus Leleup, 1977
    - Basilewskyozethus Leleup, 1977
    - Besucheteidos Comellini, 1985
    - Besuchetiozethus Coulon, 1989
    - Bolbozethus Coulon, 1982
    - Bythinoplectoides Comellini, 1985
    - Bythinoplectus Reitter, 1882
    - Cephalozethus Jeannel, 1955
    - Couloniella Besuchet, 1983
    - Decazethodes Coulon, 1989
    - Decazethus Coulon, 1989
    - Dichocoryna Comellini, 1985
    - Dichozethinus Jeannel, 1956
    - Dimorphozethus Jeannel, 1952
    - Diplomelinus Jeannel, 1957
    - Echinozethus Jeannel, 1954
    - Euplectomorphus Motschulsky, 1863
    - Hendecameros Comellini, 1985
    - Heptaleptus Jeannel, 1952
    - Jeannelia Raffray, 1913
    - Leleupiozethus Coulon, 1979
    - Loebliozethus Coulon, 1983
    - Mecynozethus Jeannel, 1952
    - Microzethinus Jeannel, 1954
    - Microzethopsis Jeannel, 1960
    - Neozethopsus Jeannel, 1954
    - Nesiotozethus Jeannel, 1954
    - Nipponozethus Coulon, 1989
    - Notozethus Coulon, 1989
    - Octomeros Comellini, 1985
    - Octozethodes Jeannel, 1953
    - Octozethus Jeannel, 1951
    - Opisthosphaera Jeannel, 1952
    - Orazethus Coulon, 1990
    - Oxyzethodes Jeannel, 1954
    - Oxyzethus Jeannel, 1953
    - Pachyzethopsus Jeannel, 1954
    - Petalozethopsis Jeannel, 1960
    - Poeciloceras Comellini, 1985
    - Proboscites Jeannel, 1950
    - Projeannelia Coulon, 1989
    - Protozethopsus Jeannel, 1954
    - Pseudozethinus Coulon, 1989
    - Puripnozethus Coulon, 1989
    - Pyxidion Comellini, 1985
    - Rhinozethus Coulon, 1989
    - Schizocoryna Comellini, 1985
    - Selenozethus Jeannel, 1955
    - Trizethopsis Dajoz, 1982
    - Typhlozethodes Coulon, 1989
    - Typhlozethus Jeannel, 1951
    - Urozethidius Jeannel, 1959
    - Zethinomorphus Jeannel, 1960
    - Zethinus Raffray, 1908
    - Zethopsinus Jeannel, 1949
    - Zethopsiola Jeannel, 1954
    - Zethopsoides Jeannel, 1953
    - Zethopsus Reitter, 1880

  - подтриба Pyxidicerina Raffray, 1904
    - Cerennea Raffray, 1913
    - Hughia Raffray, 1913
    - Megalocarpus Coulon, 1989
    - Nandius Coulon, 1990
    - Neopyxidicerus Coulon, 1989
    - Orlandia Comellini, 1985
    - Parapyxidicerus Sawada, 1964
    - Pyxidicerinus Jeannel, 1952
    - Pyxidicerus Motschulsky, 1863
    - Pyxidizethus Coulon, 1989